# Boing Music Compilation
Boing Music Compilation è una raccolta di sigle di serie animate in onda su Boing e su altre reti Mediaset, commercializzata nel luglio del 2008 attraverso il circuito delle edicole. È stata ristampata l'anno successivo con artwork differente e con il titolo modificato in "Cartoon Compilation Boing": questa ristampa è stata distribuita nei canali di vendita tradizionali.

## Tracce
1. Giorgio Vanni e Sara Bernabini - Keroro (Graziella Caliandro/Max Longhi, Giorgio Vanni)
2. Cristina D'Avena e Giorgio Vanni - Holly e Benji forever (Alessandra Valeri Manera/Max Longhi, Giorgio Vanni)
3. Cristina D'Avena - Mew Mew amiche vincenti (Alessandra Valeri Manera/Cristiano Macrì)
4. Cristina D'Avena e Giorgio Vanni - What a mess Slump e Arale (Alessandra Valeri Manera/Max Longhi, Giorgio Vanni)
5. Cristina D'Avena - Magica Doremì (Alessandra Valeri Manera/Max Longhi, Giorgio Vanni)
6. Cristina D'Avena - Doraemon (Alessandra Valeri Manera/Max Longhi, Giorgio Vanni)
7. Cristina D'Avena - Ti voglio bene Denver (Alessandra Valeri Manera/Carmelo Carucci)
8. Cristina D'Avena - Prendi il mondo e vai (Alessandra Valeri Manera/Massimiliano Pani)
9. Cristina D'Avena - Canzone dei Puffi (Victor Szell, Alessandra Valeri Manera/Dan Lacksman)
10. Cristina D'Avena - Il laboratorio di Dexter (Alessandra Valeri Manera/Gianfranco Fasano)
11. Stefano Acqua - Il mio nome è Dino (Stefano Acqua)
12. Cristina D'Avena e Pietro Ubaldi - Tazmania (Alessandra Valeri Manera/Carmelo Carucci)
13. Giorgio Vanni - Pokémon (Alessandra Valeri Manera/Max Longhi, Giorgio Vanni)
14. Silvio Pozzoli - King Kong (Graziella Caliandro/Cristiano Macrì)
15. Giorgio Vanni - Batman of the Future (Alessandra Valeri Manera/Max Longhi, Giorgio Vanni)
16. Cristina D'Avena - Franklin (Alessandra Valeri Manera/Gianfranco Fasano)
17. Deborah Morese e Gli Smemo - I figli dei Flintstones (Alessandra Valeri Manera, Gianfranco Fasano/Gianfranco Fasano, Gianfranco Grottoli, Andrea Vaschetti)
18. Cristina D'Avena - Pollyanna (Alessandra Valeri Manera/Carmelo Carucci)
19. Cristina D'Avena - L'incantevole Creamy (Alessandra Valeri Manera/Giordano Bruno Martelli)
20. Giorgio Vanni - Shin Chan (Alessandra Valeri Manera/Max Longhi, Giorgio Vanni)